# Рино 911!
«Рино 911!» (англ. Reno 911!) — американский комедийный сериал, транслировавшийся на «Comedy Central» с 2003 по 2009 годы. Сериал снят в стиле псевдодокументалистики, пародирующем документальные шоу о правоохранительных органах, в частности «Копы». Большая часть материала импровизирована с минимальным использованием сценария. Сериал породил фильм «Рино 911!: Майами», в котором снялся тот же актёрский состав. Томас Леннон, Роберт Бен Гарант и Керри Кенни-Сильвер создали сериал и сыграли в нём главные роли.

## Предпосылка
Шоу является прямой сатирой культового юридического реалити-шоу «Копы», который следует за реальными полицейскими через их ежедневные обязанности, такие как преследование преступников и вмешательство во внутренние споры. В «Рино 911!» участвуют вымышленные в большей степени неумелые сотрудники Департамента шерифа Рино, отличающиеся от реально существующего Департамента полиции Рино и Офиса шерифа округа Уошо, который отсутствует в сериале (хотя «Comedy Central» неоднократно рекламировал сериал как «мужчины и женщины из Отдела шерифа округа Уошо»). При выполнении своих обязанностей по патрулированию города Рино и остальной части округа Уошо (штат Невада) полицейские иногда обращаются непосредственно к камере (как будто дают интервью для документального фильма). Шоу посвящено в основном политически некорректному и остроумному юмору, включая множество шуток о расе, сексуальной ориентации, злоупотреблении алкоголем и наркотиками, изнасиловании, педофилии и психических расстройствах. Другим основным комедийным аспектом шоу является невероятно серьёзная некомпетентность полицейских, часто приводящая к тому, что их перехитряют преступники.
Сценарий пишется только для основных сюжетных элементов шоу, в то время как диалоги импровизированы — усиливая иллюзию реальности. В отличие от «Копов», полицейские «Рино 911!» постоянно ругаются, в результате чего большая часть их диалога подвергается цензуре для трансляции. Актёры часто сами выполняют трюки. Постоянно меняющийся состав преступников, проституток, бездомных, политических деятелей, знаменитостей и т. д., играют друзья актёров сериала или сами актёры, маскируя голоса и внешний вид или замазывают лица в стиле «Копов»).
Персонажи шоу иногда ссылаются на свою собственную программу. Они настаивают на том, что продюсеры шоу сказали им, что отснятый материал будет использоваться для документального сериала канала «Fox Television» под названием «Герои в патруле» и часто с разочарованием заявляют, что они не контролируют то, что транслируется в эфире, и что шоу, похоже, только захватывает моменты их некомпетентности. Они утверждают, что многие «хорошие» инциденты исключены из окончательного варианта (шоу внутри шоу). Кроме того, некоторые подозреваемые в шоу ссылаются на съёмочную группу и программу, транслируемую по телевидению, иногда они пытаются быть арестованными только для того, чтобы попасть на телевидение.

## История развития
По словам Томаса Леннона, идея «Рино 911!» возникла, «как и лучшие идеи, через полное отчаяние». После окончания скетч-шоу «Слава разнообразию» его создатели, который до этого работали над скетч-шоу «Штат», работали над серией пилотов для «Fox Broadcasting Company», один из которых, после годичного создания сценария, был прекращён за день до начала съёмок. Он должен был начаться осенью 2000 года. За месяц, оставшийся до того, как должен был быть запланирован пилот (и половина бюджета всё ещё не была использована), команда спросила, могут ли они создать другой пилот с оставшимися ресурсами, и руководители «Fox» согласились. Работая быстро, чтобы воспользоваться этим шансом, начальный пилот «Рино 911!» был создан и снят через пять дней. Седрик Ярбро, который был нанят актёром отменённого пилота, сказал, что актёрам рекомендовалось «придумать [своих] собственных персонажей» и вернуться для съёмок.
Первоначально задумывалось, что история департамента шерифа послужила бы связующим материалом между традиционными комедийными скетчами. Отменённый проект рассматривался для «Fox Saturday», и в то время команда думала, что формат «Копов» является естественной основой для комедийных скетчей. Однако, во время съёмок (и особенно редактирования), они поняли, что полицейский элемент был более интересным, чем скетчи, и готовый пилот, по словам Роберта Бена Гаранта, «удивительно похож» на серию, которая в конечном итоге вышла в эфир. Тем не менее, «Fox» отказался от готового пилота. По словам Леннона, на их решение не снимать шоу повлияла сцена, сохранившаяся в конечном итоге в пилоте, вышедшем на «Comedy Central», в которой лейтенант Дангл страстно целует мужчину. Прошло ещё два года, прежде чем «Comedy Central» выпустил проект.

## Производство
Начальные кадры для шоу были сняты в Рино, а всё остальное снималось в Лос-Анджелесе и Карсоне, а некоторые части были сняты в Орегоне. Многие из главных сцен шоу снимались в течение многих часов, например, сцены в комнате для брифингов. Согласно комментарию на DVD для третьего сезона, все сцены утреннего брифинга для сезона могут быть сняты в один 10-часовой день с использованием различных основных сюжетных элементов, которые будут использоваться в разных эпизодах.
Шоу продолжалось ещё два сезона и «Comedy Central» провёл 21 марта 2004 года специальный показ под названием «Рино 911!: Вне службы». Четвёртый сезон начался 9 июля 2006 года и включал в себя 14 эпизодов. «Comedy Central» показал первые семь осенью 2006 года, вторые — весной 2007 года. Также в начале 2007 года в Северной Америке был показан фильм «Рино 911!: Майами» по мотивам сериала. Весенний дебют четвёртого сезона собрал 1,3 миллиона зрителей в течение недели с 26 марта по 1 апреля 2007 года. В четвёртом сезоне использовались лишние кадры третьего сезона.
9 октября 2006 года «Comedy Central» подтвердил 13 новых эпизодов пятого сезона, хотя сезон на самом деле содержал 16 эпизодов. Производство пятого сезона началось в январе и завершилось в апреле. Премьера пятого сезона состоялась 16 января 2008 года. 27 марта 2007 года «Superstation WGN» приобрела первые четыре сезона шоу для двухлетнего показа в их комедийном блоке поздней ночи. В 2007 году Леннон и Гарант появились в качестве персонажей на комедийном компакт-диске «Comedy Death-Ray», выпущенном 11 сентября, и спели песню о том, почему не стоит употреблять наркотики.
10 ноября 2008 года «Comedy Central» подтвердил 10 новых эпизодов шестого финального сезона. Основные съёмки прошли в период с ноября по декабрь 2008 года. Кармен Электра была приглашённой звездой в эпизоде, снятом 5 декабря 2008 года в школе Грант в Лос-Анджелесе. Премьера шестого сезона состоялась 1 апреля 2009 года на «Comedy Central». Шестой сезон состоял из 15 эпизодов. Члены актёрского состава Карлос Алазраки, Уэнди МаКлендон-Кови и Мэри Бёрдсонг не приняли участие в финальном сезоне, а отсутствие их персонажей было объяснено гибелью от взрыва в финале пятого сезона. Кроме того, актёры Иэн Робертс и Джо ло Трульо были добавлены в основной состав как сержант Джэк Деклан и заместитель Фрэнк Риццо соответственно.
13 августа 2009 года Томас Леннон объявил через Twitter, что шоу закончилось. В ответ на закрытие, жители и чиновники Рино ходатайствовали о спасении шоу.

### Обсуждение возрождения на «Netflix»
В октябре 2011 года всплыла история о том, что производители «Рино 911!» вели переговоры с популярным веб-сайтом потокового вещания «Netflix», чтобы возродить закрытый на «Comedy Central» сериал. Основная причина, по которой продюсеры «Рино 911!» хотели возродить шоу, заключалась в том, что было выпущено только 88 эпизодов, и продюсерам и синдицирующим сетям хотелось бы, чтобы шоу достигло рубежа в 100 эпизодов. Однако в то время «Comedy Central», который всё ещё имел исключительные права на шоу, не участвовал ни в каких переговорах, а также Томас Леннон и Роберт Бен Гарант были связаны с другими проектами.

## Эпизоды
| Сезон | Сезон | Эпизоды | Оригинальная дата показа | Оригинальная дата показа |
| Сезон | Сезон | Эпизоды | Премьера сезона          | Финал сезона             |
| ----- | ----- | ------- | ------------------------ | ------------------------ |
|       | 1     | 14      | 23 июля 2003             | 20 октября 2003          |
|       | 2     | 16      | 9 июня 2004              | 22 сентября 2004         |
|       | 3     | 13      | 14 июня 2005             | 6 сентября 2005          |
|       | 4     | 14      | 9 июля 2006              | 13 мая 2006              |
|       | 5     | 16      | 16 января 2008           | 10 июля 2008             |
|       | 6     | 15      | 1 апреля 2009            | 8 июля 2009              |
|       | 7     | 12      | 4 мая 2020               | 15 мая 2020              |
|       | 8     | 11      | 25 февраля 2022          | 25 февраля 2022          |

## Актёры и персонажи

### Персонажи
- Томас Леннон — лейтенант Джим Дангл
- Керри Кенни-Сильвер — помощник шерифа Труди Уигел
- Седрик Ярбро — помощник шерифа, сержант II класса Свен Джонс
- Карлос Алазраки — помощник шерифа, сержант II класса Джеймс Гарсиа / вождь Карл (1 эпизод)
- Уэнди МаКлендон-Кови — помощник шерифа, сержант I класса Клемми Джонсон
- Ниси Нэш — помощник шерифа Райниша Уильямс
- Роберт Бен Гарант — помощник шерифа Трэвис Джуниор
- Мэри Бёрдсонг — помощник шерифа Чериша Кимболл
- Иэн Робертс — сержант Джэк Деклан
- Джо ло Трульо — помощник шерифа Фрэнк Риццо / продавец (1 эпизод)

### История персонажей
- Томас Леннон, Керри Кенни-Сильвер, Роберт Бен Гарант, Джо ло Трульо — постоянный актёрский состав, режиссёр Майкл Патрик Джанн и многие из приглашённых звёзд являются членами «Штат», комедийной труппы, у которой был популярный скетч-сериал, который в начале 1990-х выходил на MTV в течение трёх сезонов.
- Леннон и Кенни-Сильвер были звёздами «Слава разнообразию», бывшего сериала «Comedy Central». Их коллега Майкл Иэн Блэк появился в нескольких эпизодах «Рино 911!». Гарант был главным автором и соавтором «Слава разнообразию», который был спин-оффом скетча из шоу «Штат».
- Уэнди МакЛендон-Кови была членом театральной труппы «The Groundlings», расположенной в Лос-Анджелесе. Она ушла из «Рино 911!» перед шестым сезоном[8].
- Карлос Алазраки является голосом многих героев мультфильмов, таких как: мистер Уид из «Гриффины» (1999—2001); Лазло и Моллюск из «Лагерь Лазло»; Роко из «Новая жизнь Рокко»; Уинслоу и Люб из «Котопёс»; заколдованная собака Монро из «Жизнь и приключения Джунипер Ли»; Тако Белл Чихуахуа и Дензел Крокер из «Волшебные покровители». Он был голосом Дракона Спайро в первом выпуске этой серии. Алазраки также является голосом диснеевского персонажа петушок Панчито из «Три кабальеро» и классического персонажа мультфильмов Кота Феликса.
- Ниси Нэш была ведущей телешоу «Чистый дом» на «Style Network». Она появилась в фильме «Колесо фортуны», также в роли полицейской.
- Седрик Ярбро — голос помощника окружного прокурора Тома Дюбуа и полковника Стинкминера в мультсериале «Гетто». Он сыграл тюремного охранника в фильме «Знакомство с Факерами» и армейского сержанта в эпизоде сериала «Замедленное развитие», а также сутенёра в фильме «Чёрный динамит».
- Мэри Бёрдсонг работала над несколькими программами «Comedy Central», прежде чем присоединиться к актёрскому составу «Рино 911!». Она появилась в таких программах, как «The Daily Show», «Crossballs», «Contest Searchlight» и «Lewis Black’s Root of All Evil». До присоединения к главному актёрскому составу «Рино 911!», Бёрдсонг появилась в качестве гостя во втором сезоне в роли Лизы, кавказской женщины, замаскированной под японскую массажистку. Она получила премию Theatre World Award в 2007 году за дебют на Бродвее с Мартином Шортом в мюзикле «Мартин Шорт: Слава становится мной!».
- Новички шестого сезона Джо ло Трульо и Иэн Робертс, на самом деле, не были новичками в «Рино 911!» — оба появлялись в качестве приглашённых звёзд в прошлые сезоны, и оба также снялись в фильме «Рино 911!: Майами». Как член «Штат» Трульо является старым другом трёх создателей шоу и работал с ними над многочисленными проектами. Робертс является одним из основателей популярной импровизированной комедийной труппы «Upright Citizens Brigade», которая в 1998—2000 годах устраивала своё собственное скетч-шоу на «Comedy Central». Другие оставшиеся члены труппы (Мэтт Бессер и Мэтт Уолш) также появлялись в повторяющихся гостевых ролях в течение шоу. Эми Полер — единственный участник «UCB 4», которая никогда не появлялась на шоу в любой форме.

На протяжении всего шоу все три главных актёра из сериала «Стелла» (которые также были из труппы «Штат») появлялись в качестве персонажей. В то время как Майкл Шоуолтер не снимался в шоу, но появился в фильме вместе со всеми актёрами «Штат».

### Основные члены съёмочной команды
- Дэнни де Вито — исполнительный продюсер
- Майкл Шамберг — исполнительный продюсер
- Стейси Шер — исполнительный продюсер
- Джон Ландграф — исполнительный продюсер
- Питер Принсипато — исполнительный продюсер
- Пол Янг — исполнительный продюсер
- Роберт Бен Гарант — создатель
- Керри Кенни-Сильвер — создатель
- Томас Леннон — создатель
- Майкл Патрик Джанн — создатель

## Фильмы
В 2007 году по мотивам сериала вышел фильм «Рино 911!: Майами». В этом фильме рассказывается о террористической атаке, которая нарушает конвенцию национальной полиции и запирает более 2 000 полицейских в отеле в Майами-Бич во время весенних каникул
В декабре 2017 года Ниси Нэш сказала, что ещё один фильм находится в разработке. В декабре 2021 года состоялась премьера фильма на канале Paramount+.